# Agua del Monte, Oaxaca
Agua del Monte är en ort i Mexiko.   Den ligger i kommunen Huautla de Jiménez och delstaten Oaxaca, i den sydöstra delen av landet, 290 km sydost om huvudstaden Mexico City. Agua del Monte ligger 1 911 meter över havet och antalet invånare är 107.
Terrängen runt Agua del Monte är bergig österut, men västerut är den kuperad. Agua del Monte ligger uppe på en höjd. Runt Agua del Monte är det ganska glesbefolkat, med 36 invånare per kvadratkilometer. Närmaste större samhälle är Huautla de Jiménez, 5,7 km väster om Agua del Monte. I omgivningarna runt Agua del Monte växer i huvudsak städsegrön lövskog.